# Bijbehorend bouwwerk
Het begrip bijbehorend bouwwerk is gedefinieerd in het Nederlandse Besluit omgevingsrecht en luidt als volgt: uitbreiding van een hoofdgebouw dan wel functioneel met een zich op hetzelfde perceel bevindend hoofdgebouw verbonden, daar al dan niet tegen aangebouwd gebouw, of ander bouwwerk, met een dak.

## Uitleg
Het uitbreiden van het hoofdgebouw moet in de ruimste zin worden gelezen. Zolang het maar een uitbreiding is, van het hoofdgebouw, is het aan te merken als een uitbreiding. Bijvoorbeeld een nokverhoging of zelfs een complete verdieping op een hoofdgebouw is een bijbehorend bouwwerk. Andere voorbeelden van bijbehorende bouwwerken zijn een carport, schuur, berging, aanbouw, bijgebouw en een overkapping. Zelfs een stal voor hobbydieren is een bijbehorend bouwwerk. Voorwaardelijk is dat het gebouw of bouwwerk een functionele relatie heeft met het hoofdgebouw. Vroeger moest het bijbehorend bouwwerk in bouwkundige zin én in functionele zin ondergeschikt zijn aan het hoofdgebouw. Dat hoeft nu niet meer als het binnen een grens blijft van 4 meter vanaf het hoofdgebouw gemeten. Het is tenslotte lastig te bepalen wanneer iets ondergeschikt is, terwijl men toch aan alle technische eisen moet voldoen die de wetgever hieraan stelt.

## Maximaal oppervlak
De oppervlakken van op de grond staande bijbehorende bouwwerken is als volgt gedefinieerd:
de oppervlakte van al dan niet met vergunning gebouwde bijbehorende bouwwerken in het bebouwingsgebied bedraagt niet meer dan
1. in geval van een bebouwingsgebied kleiner dan of gelijk aan 100 m²: 50% van dat bebouwingsgebied,
2. in geval van een bebouwingsgebied groter dan 100 m² en kleiner dan of gelijk aan 300 m²: 50 m², vermeerderd met 20% van het deel van het bebouwingsgebied dat groter is dan 100 m²;
3. in geval van een bebouwingsgebied groter dan 300 m²: 90 m², vermeerderd met 10% van het deel van het bebouwingsgebied dat groter is dan 300 m², tot een maximum van in totaal 150 m².
Een voorbeeld van de berekening is als volgt:
- Het bebouwingsgebied is 70 m². Dan mag je ingevolge regel 1 50% van 70 m² (is 35 m²) bebouwen.
- Als het bebouwingsgebied 140 m² is, mag je ingevolge regel 2 50 m² plus 20% van 40 m² (dat is de 140 m² verminderd met 100 m²) zijnde 58 m² totaal bebouwen.

## Aanbouw
Een aanbouw mag in beginsel even hoog zijn als de vloer van de eerste verdieping met als extra 30 centimeter hoogte, maar niet hoger dan in totaal 5 meter. Als men binnen de 4 meter van het oorspronkelijke hoofdgebouw blijft, hoeft de aanbouw niet in functionele zin ondergeschikt te zijn. Met andere woorden: Men mag zijn woonkamer met 4 meter verlengen.
Ook een aanbouw van een loods mag met 4 meter worden verlengd, als het dezelfde functie heeft als het hoofdgebouw. Vergunningvrij mag men dit slechts doen in het bebouwingsgebied. Voor de meeste gevallen is de voorzijde of zijkant die naar de openbare ruimte is gekeerd niet het bebouwingsgebied. Ook mag men niet meer dan 50% van het bebouwingsgebied bebouwen met een maximum van 150 m² voor grote percelen.

## (Vrijstaande) berging of garage
Een vrijstaande berging, garage of ander gelijkwaardig gebouw dient functioneel ondergeschikt te zijn aan het gebruik van het hoofdgebouw. Als deze meer dan 4 meter van het hoofdgebouw staat, mag men er een kap op zetten met een maximale hoogte van 5 meter en een goothoogte van 3 meter. Voorwaardelijk is, dat men ver genoeg van de buren of formeel gezegd van de perceelscheiding blijft. De formule van de hoogte is als volgt:
indien hoger dan 3 m: voorzien van een schuin dak, de dakvoet niet hoger dan 3 m, de daknok gevormd door twee of meer schuine dakvlakken, met een hellingshoek van niet meer dan 55°, en waarbij de hoogte van de daknok niet meer is dan 5 m en verder wordt begrensd door de volgende formule:
maximale daknokhoogte [m] = (afstand daknok tot de perceelsgrens [m] x 0,47) + 3.
Het oppervlak mag niet meer dan 50% van je bebouwingsgebied zijn met een maximum van 150 m².

## Dakopbouw
Een dakopbouw is nagenoeg nooit vergunningvrij te bouwen. Dit vanwege het simpele feit dat het niet op de grond staat en meestal hoger gebouwd is dan 5 meter. De 5 meter grens moet je vanaf de grond (maaiveld) meten. Het valt wel onder de categorie bijbehorend bouwwerk waardoor een gemeente met de reguliere procedure een vergunning kan verstrekken. De reguliere procedure betekent in dit geval dat de gemeente binnen 8 weken moet beslissen op de aanvraag als de aanvraag compleet is ingediend. Wel kan de gemeente deze procedure eenmalig met 6 weken verlengen. Het een en ander is geregeld in het Besluit omgevingsrecht, bijlage II in artikel 4.